# St. Nikolai (Bredstedt)

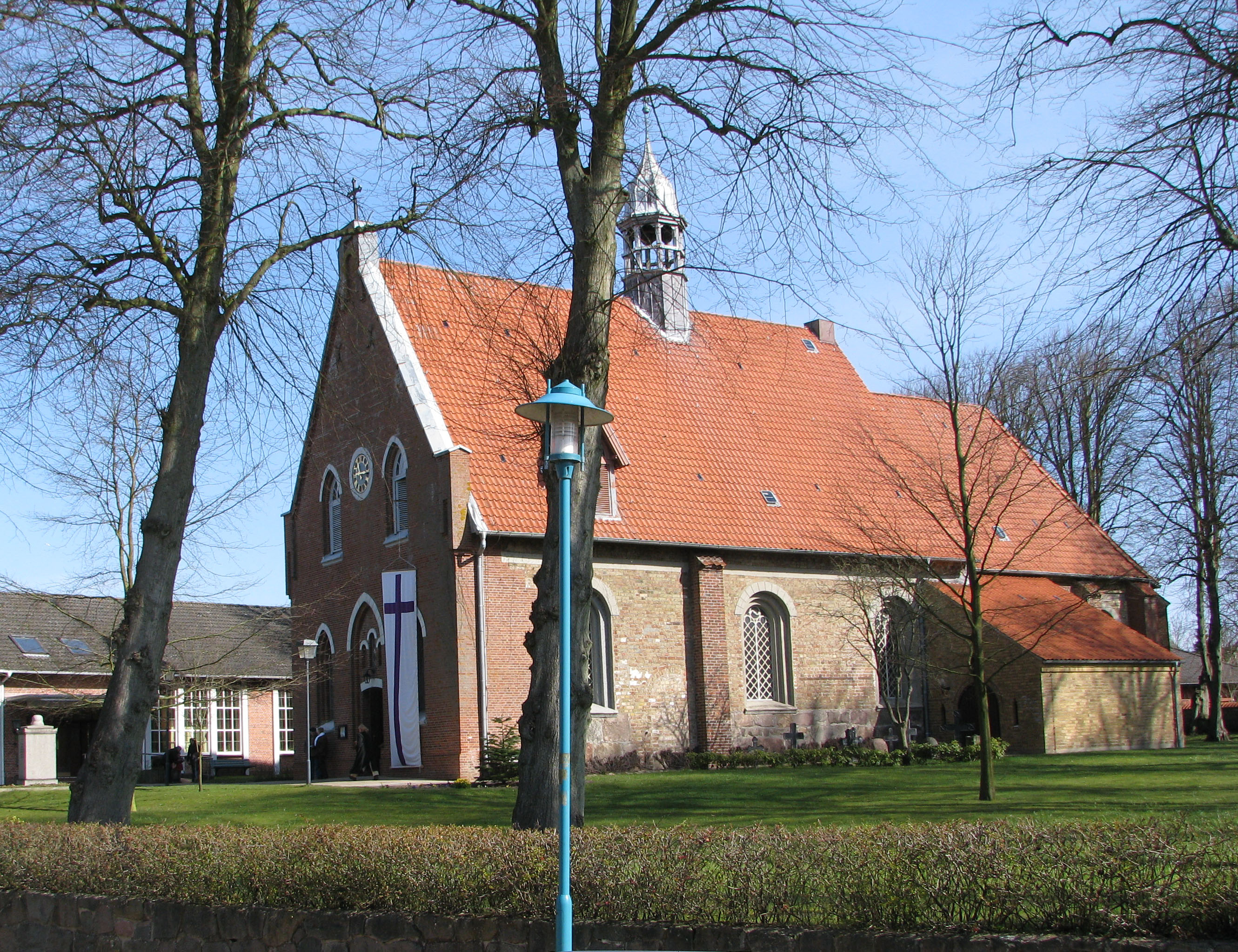
St. Nikolai (Bredstedt)

Die Kirche St. Nikolai ist ein geschütztes Kulturdenkmal mit der Objekt-ID 3971 im Denkmalschutzgesetz (Schleswig-Holstein) in Bredstedt, einer Kleinstadt im Kreis Nordfriesland in Schleswig-Holstein. Das Kirchengebäude gehört zum Kirchenkreis Nordfriesland der Evangelisch-Lutherischen Kirche in Norddeutschland.

## Beschreibung

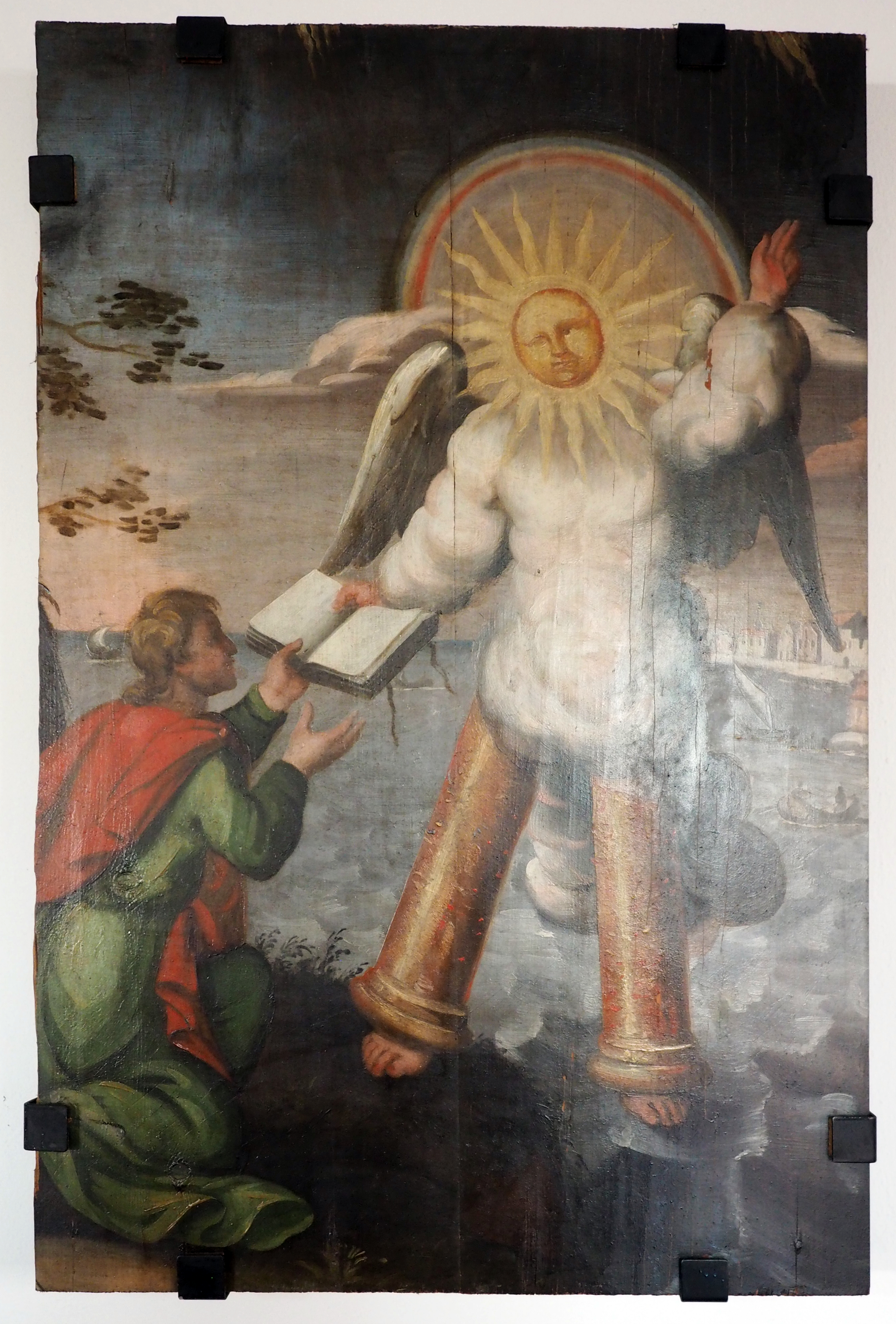
Bild einer ehemaligen Empore

Der Bau der Saalkirche aus Backsteinen erstreckt sich über mehrere Epochen. Sie besteht aus einem eingezogenen, dreiseitig geschlossenen, von Strebepfeilern gestützten Chor im Osten, der auf eine 1462/67 gebaute Kapelle zurückgeht, und einem Langhaus, das an ihn nach Westen 1510 angebaut wurde. Dem Satteldach des Langhauses wurde 1817 ein achteckiger, offener Dachreiter aufgesetzt. Die Fassade im Westen wurde 1875/76 neugotisch gestaltet. In ihr befindet sich das von zwei Fenstern flankierte Portal.
Der Innenraum ist durchgehend mit Flachdecken überspannt. Ein Chorbogen ist nicht vorhanden. Die Kirchenausstattung entstand vom 15. bis 19. Jahrhundert. Zu ihr gehören ein Triumphkreuz vom Ende des 15. Jahrhunderts, ein Kruzifix aus dem 17. Jahrhundert und acht Tafelbilder, die von der Brüstung der 1794 abgebrochenen Empore stammen. Sie zeigen Bilder zur Offenbarung des Johannes, nach Vorlagen von Merian.
Die Orgel wurde 2005 von Martin ter Haseborg gebaut.